# 딕 피어바디
딕 피어바디(Dick Peabody, 1925년 4월 6일 ~ 1999년 12월 27일)는 미국의 배우, 텔레비전 배우이다.
캔자스시티에서 태어났다.

## 방송
- 전투

## 같이 보기
- 빅 모로
- 릭 제이슨